# SN 2006lz
SN 2006lz – supernowa typu II odkryta 24 września 2006 roku w galaktyce A022740-0810. Jej maksymalna jasność wynosiła 22,44m.